# District de Tambunan
Le district de Tambunan (malais : Daerah Tambunan) est un district administratif de l'État malaisien de Sabah, qui fait partie de la Division de l'Intérieur. La capitale du district est dans la ville de Tambunan.

### Liens connexes
- Districts de Malaisie